# Lesly St. Fleur
Lesly St. Fleur (* 21. März 1989 in Nassau) ist ein bahamaischer Fußballspieler auf der Position des Rechten Mittelfelds. Er ist aktuell für den Bears FC und die Bahamaische Fußballnationalmannschaft aktiv.

## Karriere

### Verein
St. Fleur begann seine Karriere 2005 im Kader des Hauptstadtvereins Bears FC in der erstklassigen BFA Senior League auf den Bahamas und gewann bereits in seiner Debütsaison den Nationalen Pokal. Diesen konnte er zusammen mit Torhüter Torin Ferguson und Nesley Jean im darauf folgenden Jahr verteidigen. Der erste Meistertitel seiner Karriere gelang ihm nur zwei Jahre später, als er mit 14 Saisontoren auch Torschützenkönig wurde. 2010 gelang ihn sein erstes Double aus Meisterschaft und nationalen Pokal. Nach einer kurzen aber erfolglosen Station im Kader des kanadischen Erstligisten Milltown FC, kehrte er 2011 zu seinen Heimatverein zurück und wurde erneut bahamaischer Meister, Pokalsieger, Charity Shield Sieger und zusammen mit Vereinskollege Nesley Jean auch Torschützenkönig. Nach dem Ende der Saison verließ St. Fleur seine bahamaische Heimat und wechselte zum jamaikanischen Erstligisten Sporting Central Academy, wo er in seiner Debütsaison jedoch nur ein Platz im unteren Tabellenbereich erreichte. Nach nur einer Saison wechselte er zum Ligakonkurrenten Montego Bay United, wo er sich als Stammspieler etablieren konnte und 2014 und 2016 die jamaikanische Meisterschaft gewann. Nach den Abstieg des Vereins in die Zweitklassigkeit, kehrte er 2020 auf die Bahamas zu seinen Heimatverein Bears FC zurück.

### Nationalmannschaft
Sein Debüt für die Bahamaische Fußballnationalmannschaft gab St. Fleur am 2. September 2006, im Rahmen der Qualifikation zur Karibikmeisterschaft 2007, gegen die Auswahl der Kaimaninseln (3:1). Er nahm an Qualifikationsspielen zur Fußball-Weltmeisterschaft (2010, 2014, 2018, 2022) und zum Gold Cup (2021) teil, konnte jedoch bisher keine nennenswerten Erfolge erzielen. Hier erzielte er am 9. Juli 2011, im Qualifikationsspiel gegen die Mannschaft der Turks- und Caicosinseln (6:0), fünf der insgesamt sechs Tore für die Bahamas. St. Fleur war zudem Teilnehmer an der CONCACAF Nations League (2019–21, 2022/23), wo er u. a. gegen Dominica (4:0), die Britischen Jungferninseln (0:4), Nicaragua (0:2) und Trinidad & Tobago (0:3), zum Einsatz kam. Gegen die Auswahl von St. Vincent und die Grenadinen (1:1) bestritt er am 27. März 2023 sein bisher letztes Länderspiel für die Bahamas. Mit 13 Länderspieltoren ist St. Fleur auch Rekordtorschütze der Bahamaische Nationalmannschaft.

### Erfolge
Verein
- Bahamaischer Meister: 2009, 2010, 2011
- Bahamaischer Pokalsieger: 2006, 2007, 2010, 2011
- Bahamaischer Charity Shield: 2011
- Jamaikanischer Meister: 2014, 2016

Persönliche Auszeichnungen
- Torschützenkönig BFA Senior League: 2009 (14 Tore), 2011 (16 Tore)